# IDVD
iDVD（アイディーヴィーディー）は、QuickTimeに対応した動画をDVDプレーヤーで再生することが出来る様に、動画をエンコードしてDVD-Videoを作成するためのMac OS X用ソフトウェアである。かつてiLifeに含まれるソフトウェアの一つであった。

## 概説
質の良いテンプレートを多数用意しているため、市販のDVD並みのものが作れ、アニメーションするメニューやディスクを入れた時にワンショットで表示されるムービーを設定する事が可能である。また、背景に作品に関係のある静止画や動画を含めたり、動画にサムネイルをつけたりする事も可能である。またビデオのみではなく、静止画をスライドショーとして保存し、DVDのリモコンで切り替えて表示する事も可能である。また、DVDをコンピュータに読込ませた場合、画像ビュアーなどでフルサイズの静止画を見たり、その他エクストラコンテンツを含める為に、別途ファイルを任意で追加する事も可能である（これらは普通のDVDプレーヤーでは再生できない）。また、動画の方式はNTSCとPALの両方に対応しており、動画の方式に合わせて切り替えて作成する事ができる（ただし、元の動画と異なる方式に変換する事はできない）。
ただし、あくまでホームビデオや、アナログテレビ放送を録画したもの、静止画であればスライドショーをDVDとして保存するなど、ホームユースを前提としたソフトであるため、市販品の様にリージョンコードを設定したり（常にリージョンフリーとして作成される）、複数のオーディオ（英語と日本語など）を含めたり、字幕を設定したり、マルチアングル対応のものを作成したりすることなどは不可能である。
作成できるのは、DVD-Videoである。VRモードのDVDやBlu-ray Discは作成できない。
最新版はDVD版のiLife '11にバンドルされているバージョン7.1.2だが、32ビットアプリケーションであるためmacOS Catalina 10.15以降では動作しない。

## 関連ソフトウェア
iMovieやFinal Cutシリーズなどのソフトウェアで、動画を編集し、さらに必要に応じてチャプターマーカーを書き込んでムービーを保存すると、iDVDではそのチャプターマーカーごとにチャプターを区切って、自動的にチャプターメニューを作成してくれる仕様になっている。そのため、一般的に前述の二つのソフトのいずれかとペアで使う事が多い。また、iTunesの音楽をBGMとして設定したり、iPhotoに含まれる写真を背景の一部として使用したり、スライドショーで使用したりする事が可能である。